# Roué Hupsel
Roué Hedwig James (Roué) Hupsel, pennaam ook Roway James (Paramaribo, 26 augustus 1943 – aldaar, 27 februari 2023), was een Surinaams radiopresentator, televisiepresentator en schrijver van romans en thrillers.

## Biografie
Roué Hedwig James Hupsel was een zoon van Harriëtte Eleonora Holter en Hedwig Richard Hupsel; hij werd in 1943 geboren in 's Lands Hospitaal.

### Radio en televisie
Hij begon in de jaren 1970 als omroeper voor Ampie's Broadcasting Corporation Suriname (ABC). Daarnaast werkte hij voor Future Radio en presenteerde hij een muziekprogramma van de Surinaamse Televisie Stichting (STVS). Verder was hij van 1973 tot 1975 radiopresentator voor verschillende programma's van de Guyana Broadcasting Service waarin hij probeerde om Surinaamse en Guyanese luisteraars dichter bij elkaar te brengen met muziek. In 1982 kwam zijn werk voor ABC abrupt tot stilstand toen de zender door een aanslag van de militaire machthebbers werd platgebrand. Hierna presenteerde hij voor radio SRS.
Van 1990 tot 1991 was hij omroepdirecteur voor Mart TV & Radio in Amsterdam en vanaf 1991 interviewer en televisiepresentator voor SALTO. In de jaren 1990 werkte hij onder meer als opleider voor Radio Freedom South Africa, presenteerde hij Aids Today van het Panos Institute en Radio St. Lucia en werkte hij mee aan een workshop in de strijd tegen drugs. Vanaf 2005 was hij terug op radio ABC. Voor deze zender presenteerde hij The Good Time Oldies en Kousbanti nanga aleisi en zette hij zich in voor allerlei andere werkzaamheden.

### Schrijver
In juni 2001 debuteerde hij als schrijver met zijn korte verhaal Vannacht op de literaire pagina van het dagblad De Ware Tijd. Een jaar later won hij met het verhaal Hello de derde prijs tijdens het Kwakoe-festival in Amsterdam. Twee van zijn verhalen werden opgenomen in de bundel Considerations (2003). In 2004 was hij een van de aankomende Surinaamse schrijverstalenten tijdens 1001 identiteiten.
In 2005 bekroonde het Genootschap van Nederlandstalige Misdaadauteurs zijn debuutroman Blinde muren (2004) met de Schaduwprijs, die jaarlijks wordt toegekend aan het spannendste Nederlandstalige misdaaddebuut. Hiermee was hij de eerste Surinaamse schrijver die deze prijs in de wacht sleepte. Dit boek is geïnspireerd op de nooit opgehelderde moord op politie-inspecteur Herman Gooding en onopgeloste drugszaken die telkens vastlopen op blinde muren. Daarna volgden meer romans van zijn hand, waaronder De groene oorlog (2007) over een Assembleélid dat smeergeld aannam voor de opzet van een goudmijn in het binnenland en vervolgens samen met twee stafleden van een multinational werd gegijzeld.

### Arrestatie
In 2013 werd hij op 70-jarige leeftijd op de luchthaven van Zanderij opgepakt met 127 bolletjes in zijn bagage waarin bij elkaar 929 gram cocaïne zat. Ze waren samen met gesneden pepers verpakt die hij volgens zijn eigen verklaring niets wetend had meegenomen voor een vriend. Hij zat tien dagen in voorlopige hechtenis. Een jaar later werd hij veroordeeld tot vier maanden gevangenisstraf, waarbij de kantonrechter naliet zijn gevangenneming te gelasten.

### In memoriam
Hij presenteerde meer dan vijftig jaar radioprogramma's en werd een lopende muziekencyclopedie genoemd. De schrijver Rappa herinnert Hupsel om zijn voorliefde voor spanning en mysterie. De Ware Tijd noemde hem in 2003 een briljante schrijver in spé met een geheel eigen karakter. Zijn laatste radioprogramma voor ABC maakte hij in 2022, toen hij moest stoppen vanwege ziekte. Op 27 februari 2023 overleed hij. Roué Hupsel is 79 jaar oud geworden.